# Five! Fast!! Hits!!!
Five! Fast!! Hits!!! war eine 2005 gegründete Indie-Band aus München.

## Geschichte
Five! Fast!! Hits!!! wurde 2005 von Raffael Scheiber und Gregor Böhm in München gegründet. Kurz darauf traten Frank Feiler und Lucas Fernandez der Band bei. Christian Heine, Geschäftsführer des Münchner Indie-Club Atomic Café übernahm das Management und gründete eigens das Label Constant Mesh. Schon der fünfte Auftritt war eine Show als Vorgruppe der englischen Kultband Art Brut.
Es folgten Konzerte in ganz Deutschland und in London. Die DJs des englischen "Club NME", der Clubnacht des Musikmagazins NME entdeckten die Band und legten ihre Lieder regelmäßig vor 2.000 Leuten in London auf. Die Band ging ausgiebig auf Tournee und spielte unter anderem im Vorprogramm von The Rifles, Little Man Tate und Sportfreunde Stiller.
Auch das US-amerikanische Magazin Spin wurde auf sie aufmerksam und schrieb einen Artikel über Five! Fast!! Hits!!!.
Im November 2006 erschien die EP For a Fiver sowohl in England als auch in Deutschland. Die Band ging ausgiebig auf Tournee und trat u. a. als Vorgruppe von Sportfreunde Stiller, The Rifles und The View auf. Am 31. August 2007 erschien das Debütalbum Brothers from Different Mothers in Deutschland, am 3. September in England. Im April 2008 verließen Fernandez und Feiler die Band aus persönlichen bzw. beruflichen Gründen. Dominik Sauter und Alexander Föllmer von Pardon Ms. Arden besetzten die Posten am Bass und Schlagzeug. Im September 2008 befand sich die Band bereits wieder im Studio und nahm ihre neue Vinyl-Single Keep My Name Out Your Mouth auf, die unzählige Weblogs mit Erlaubnis der Band zum kostenlosen Download anboten. Im Dezember 2008 gab die Band in einem Blog auf ihrem MySpace-Profil ohne näher genannte Gründe ihre Auflösung bekannt.
Beim jährlichen Flowerstreet Festival im Kulturzentrum Feierwerk am 13. September 2014 trat die Band wieder auf.

## Diskografie

### Alben
- 2007: Brothers from Different Mothers  (Constant Mesh / Groove Attack)

### EPs
- 2006: For a Fiver (Constant Mesh / Groove Attack)
- 2008: Keep My Name Out Your Mouth (Constant Mesh / Groove Attack)

### Singles
- 2007: Mr. Marone